# Fromental Halévy
Jacques-François-Fromental-Élie Halévy, meglio noto come Fromental Halévy (Parigi, 27 maggio 1799 – Nizza, 17 marzo 1862), è stato un compositore francese, oggi conosciuto principalmente per la sua opera La Juive ("L'ebrea").

## Biografia

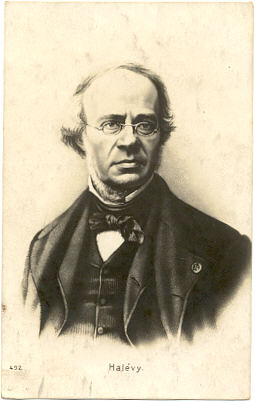
Fromental Halévy

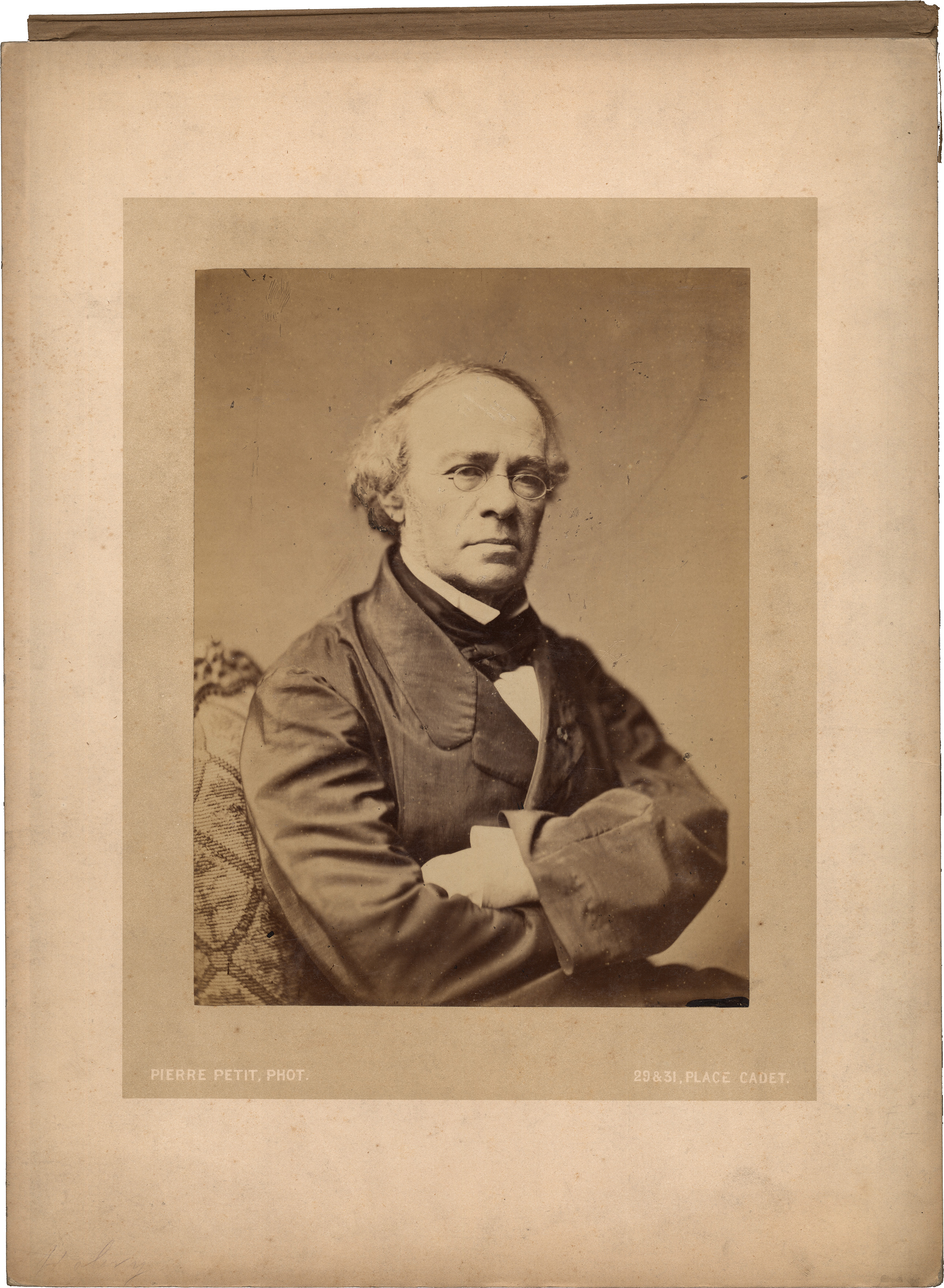
Fromental Halévy ritratto da Pierre Petit

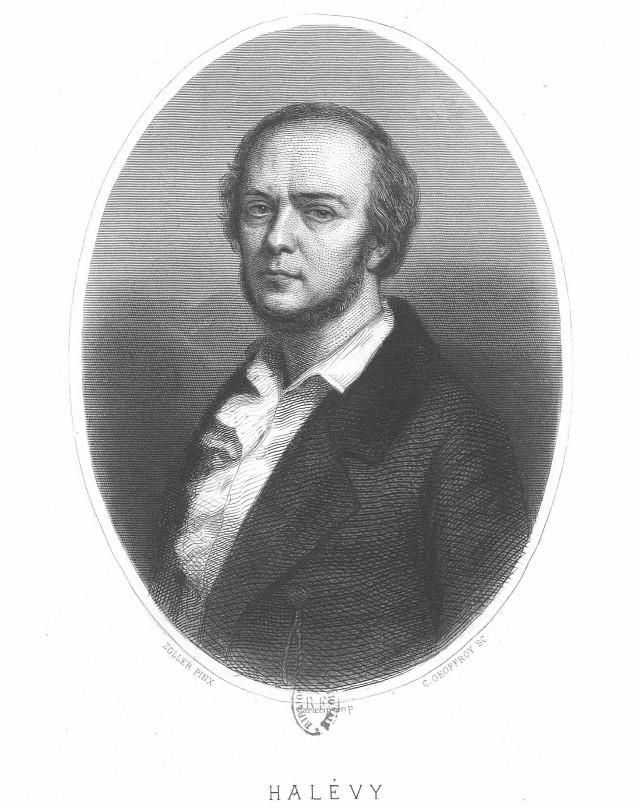
Jacques Fromental Halévy. Ritratto di Charles-Michel Geoffroy.

All'età di dieci anni si iscrisse al conservatorio di Parigi; studiò il pianoforte con Lambert, con Berton e Cherubini, con il quale strinse una profonda amicizia. Nel 1819 vinse il Prix de Rome con la cantata Herminie. Al ritorno dall'Italia, fece rappresentare i suoi primi lavori teatrali: Pygmalion e Les deux pavillons, che ebbero però poco successo.
Nel 1827 prese il posto di Daussoigne come insegnante al Conservatorio alla cattedra di armonia, nel 1833 a quella di contrappunto e nel 1840 a quella di composizione,  e contemporaneamente ottenne il ruolo di cembalista al Théâtre Italien. Tre anni dopo venne nominato chef du chant all'Opéra, incarico che tenne per sedici anni. Il 1835 fu l'anno del suo maggiore successo, La Juive, considerato a tutti gli effetti il suo capolavoro. Si tratta di un'opera in cinque atti, su testo di Scribe, messa in scena all'Opéra nel 1835, e ancora oggi ripresa in vari teatri. La Juive riprodusse ed espresse il tipico gusto ottocentesco transalpino, basato su una scrittura di grande qualità e su un senso drammatico profondo e forte.
Molto apprezzato dai critici fu anche il Pygmalion, (1824).
Oltre ai lavori teatrali, Halévy si dedicò alla composizione di musica sacra per la sinagoga, che meriterebbe di essere riscoperta, e infine vanno sottolineati anche i suoi saggi monografici riguardanti i grandi della musica.
Furono suoi allievi Georges Bizet, che divenne anche suo genero, avendone sposato la figlia Geneviève, e Charles Gounod.

## Lavori

### Opere
- Les bohémiennes (1820) (perduta)
- Marco Curzio (c.1820) (solo il finale)
- Les deux pavillons, ou Le jaloux et le méfiant (c.1824) (in gran parte perduta)
- Pygmalion (c.1824)
- Erostrate (c.1825) (incompleta)
- L'artisan (1827, Parigi)
- Le roi et le batelier (1827, Parigi)
- Clari (1828, Parigi)
- Le dilettante d'Avignon (1829, Parigi)
- Attendre et courir (1830, Parigi)
- La langue musicale (1830, Parigi)
- La tentation (1832, Académie Royale de Musique di Parigi con Prosper Dérivis)
- Yella (1832)
- Les souvenirs de Lafleur (1833, Parigi)
- Ludovic (1833, Parigi)
- La Juive (L'ebrea) (1835, Académie Royale de Musique di Parigi)
- L'éclair (1835, Parigi)
- Guido et Ginevra, ou La peste de Florence, libretto di Eugène Scribe (1838, Académie Royale de Musique di Parigi con Rosina Stoltz, Gilbert-Louis Duprez, Nicolas-Prosper Levasseur e Prosper Dérivis)
- Les treizes (1839, Parigi)
- Le shérif (1839, Parigi)
- Le drapier, libretto di Eugène Scribe (1840, Académie Royale de Musique di Parigi con Giovanni Matteo De Candia e Levasseur)
- Le guitarrero (1841, Parigi)
- La reine de Chypre, libretto di Jules-Henri Vernoy de Saint-Georges (1841, Académie Royale de Musique di Parigi con Rosina Stoltz e Duprez, 1854 centesima recita all'Académie Royale de Musique e 1878 centocinquantaduesima recita al Palais Garnier)
- Charles VI, libretto di Casimir Delavigne (1843, Académie Royale de Musique di Parigi con Rosina Stoltz, Duprez e Levasseur)
- Le lazzarone, ou Le bien vient en dormant, libretto di Jules-Henri Vernoy de Saint-Georges (1844, Académie Royale de Musique di Parigi con Rosina Stoltz e Levasseur)
- Les mousquetaires de la reine (1846, Parigi)
- Les premiers pas (1847, Parigi)
- Le val d'Andorre (1848, Parigi)
- La fée aux roses (1849, Parigi)
- La tempesta, opera in 1 prologo e 3 atti, libretto di Eugène Scribe, nella versione italiana di Pietro Celestino Giannone (1850, His Majesty's Theatre, Londra) diretta da Michael William Balfe con Filippo Colini e Luigi Lablache
- La dame de pique (1850, Parigi)
- Le juif errant, libretto di Eugène Scribe e Jules-Henri Vernoy de Saint-Georges (1852, Opéra di Parigi)
- Le nabab (1853, Parigi)
- Jaguarita l'indienne (1855, Parigi)
- L'inconsolable (1855, Parigi)
- Valentine d'Aubigny (1856, Parigi)
- La magicienne, libretto di Jules-Henri Vernoy de Saint-Georges (1858, Opéra di Parigi con Adelaide Borghi-Mamo)
- Noé (1885, Karlsruhe diretta da Felix Mottl) (completata da Georges Bizet come Le déluge)
- Vanina d'Ornano (np) (incompleta)

### Altri lavori
- Manon Lescaut (1830, Paris); balletto in 3 atti, libretto di Eugène Scribe all'Académie Royale de Musique con Maria Taglioni

## Genealogia
```
Élie Halfon Levy Halévy(?-1826)
Cantore di sinagoga 
x  Julie Mayer (1781-1819) 
│
│
├──> 
Jacques-Fromental Halévy
 (1799-1862), compositore di musica d'opera
│    x 
Léonie Rodrigues-Henriquès
 (1820-1884), figlio d'Alexandre 
Rodrigues-Henriquès
 (1765-1834), banchiere e d'Esther 
Gradis
 (1780-1859)
│    │
│    ├──> Esther Halévy (1845-1864)
│    │    fidanzata a suo cugino 
Ludovic Halévy

│    │ 
│    ├──> 
Geneviève Halévy
 (1849-1926)
│         x 1 
Georges Bizet

│         x 2 Émile Strauss (1844-1939)
│         │
│         ├──> 1. 
Jacques Bizet

│
├──> 
Léon Halévy
 (1802-1883), professore di letteratura, poeta, favolista, drammaturgo
    x 1 Alexandrine Lebas, figlio  di 
Louis-Hippolyte Lebas
 (1782-1867), architetto, e di Colombe Isambert
    x 2 
Mademoiselle Paradol

    ├──> 1. 
Ludovic Halévy
 (1834-1908)
    │    fidanzato di sua cugina Esther Halévy
    │    x Louise Bréguet (1847-1930), figlia di 
Louis Breguet
 (1803-1883), fisico francese, e di Charlotte Lassieur
    │    │
    │    └──> 
Élie Halévy
 (1870-1937)filosofo e storico, dottor honoris causa dell'Università d'Oxford
    │    │
    │    └──> 
Daniel Halévy
 (1872-1962), saggista e storico
    │          x 1898 Marianne Vaudoyer
    │          └──> Françoise-Hélène Halévy (1900-1993)
    │               x 1901 
Louis Joxe
 (1901-1991), politico francese
    │               │
    │               └──> 
Pierre Joxe
 (° 1934), politico francese 
    │
    ├──> 1. Valentine Halévy (1846-1893)
    ├──> 2. 
Lucien-Anatole Prévost-Paradol
```